# Giuseppe Calderisi
Giuseppe Calderisi (Monte Sant'Angelo, 11 settembre 1950) è un politico italiano.
È considerato uno dei massimi esperti di area liberale in materia di regolamenti istituzionali.

## Biografia
Nato a Monte Sant'Angelo (Foggia), ma vive a Roma; si è laureato in ingegneria civile, di professione è ingegnere.

### Carriera politica
È particolarmente noto per la sua competenza in materia di sistemi elettorali e per aver partecipato all'elaborazione dei più importanti quesiti referendari radicali. All'interno del partito radicale è stato tesoriere tra il 1984 e il 1987 e fra i promotori dell'Arcod (Associazione Radicale per la Costituente Democratica).
Entrato nel Partito Radicale negli anni settanta e con questo divenne deputato nell'VIII Legislatura e viene riconfermato nella IX Legislatura. Nella X Legislatura è stato capogruppo del Gruppo Federalista Europeo alla Camera dei deputati. Rieletto nella XII e nella XIII è stato membro della Commissione bicamerale per le riforme istituzionali.
Dopo aver abbandonato negli anni novanta il Partito Radicale, alle elezioni politiche del 1994 viene eletto deputato nel collegio uninominale di Vigonza per il Polo delle Libertà, in rappresentanza della Lista Marco Pannella, che si era alleata con Silvio Berlusconi.
Assieme agli altri deputati radicali iscrive al gruppo parlamentare di Forza Italia.
Viene rieletto deputato anche alle successive elezioni politiche del 1996, nelle liste proporzionali di Forza Italia nella circoscrizione Puglia. È stato prima membro del consiglio direttivo e poi vice capogruppo di Forza Italia alla Camera
Non ricandidatosi in Parlamento alle elezioni politiche del 2001, viene però candidato alla Camera dei deputati nelle elezioni suppletive del 24 e 25 ottobre 2004 nel collegio uninominale di Scandicci per la Casa delle Libertà: ottiene tuttavia solo il 16,8% dei voti ed è sconfitto dal candidato de L'Ulivo Antonello Giacomelli.
Nel 2005 ha fondato con gli altri ex radicali Marco Taradash, Benedetto Della Vedova e Carmelo Palma, i Riformatori Liberali, del quale è stato Coordinatore nazionale. Nel 2007 diventa membro del Comitato promotore del Referendum elettorale. È tra i soci fondatori e consiglieri di amministrazione della Fondazione Magna Carta.
Alle elezioni politiche del 2006 è candidato alla Camera, per i Riformatori Liberali, nelle liste di Forza Italia nella circoscrizione Emilia-Romagna, risultando però il primo dei non eletti.
Calderisi torna però alla Camera in occasione delle elezioni politiche del 2008, eletto nelle liste del Popolo della Libertà. È stato membro del Consiglio direttivo del gruppo del PdL alla Camera.
Alle elezioni politiche del 2013 viene ricandidato alla Camera, tra le liste de Il Popolo della Libertà nella circoscrizione Campania 1, ma non viene rieletto.